# 熊谷直実
熊谷 直実（くまがい なおざね）は、平安時代末期から鎌倉時代初期の武将。武蔵国熊谷郷（現・埼玉県熊谷市）を本拠地とした。熊谷直貞の次男。
熊谷氏は桓武平氏・平貞盛の孫・維時（これとき）の6代の孫を称するが、武蔵七党の私市党、丹波党の分かれともされ、明らかではない。直実の祖父・平盛方（もりかた）が勅勘をうけたのち、父直貞の時代から大里郡熊谷郷の領主となり、熊谷を名乗った。
平家に仕えていたが、石橋山の戦いを契機として源頼朝に臣従し御家人となる。のちに出家して法然の門徒となり蓮生（れんしょう / れんせい）と号した。
『平家物語』「敦盛最期」の段における平敦盛との一騎討ちは、直実は敦盛とともにこの故事の主人公として、能の演目『敦盛』、幸若舞の演曲『敦盛』といった作品に取り上げられている。
なお、熊谷市では、通称を組み合わせた「熊谷次郎直実」の名で紹介している。

## 生涯

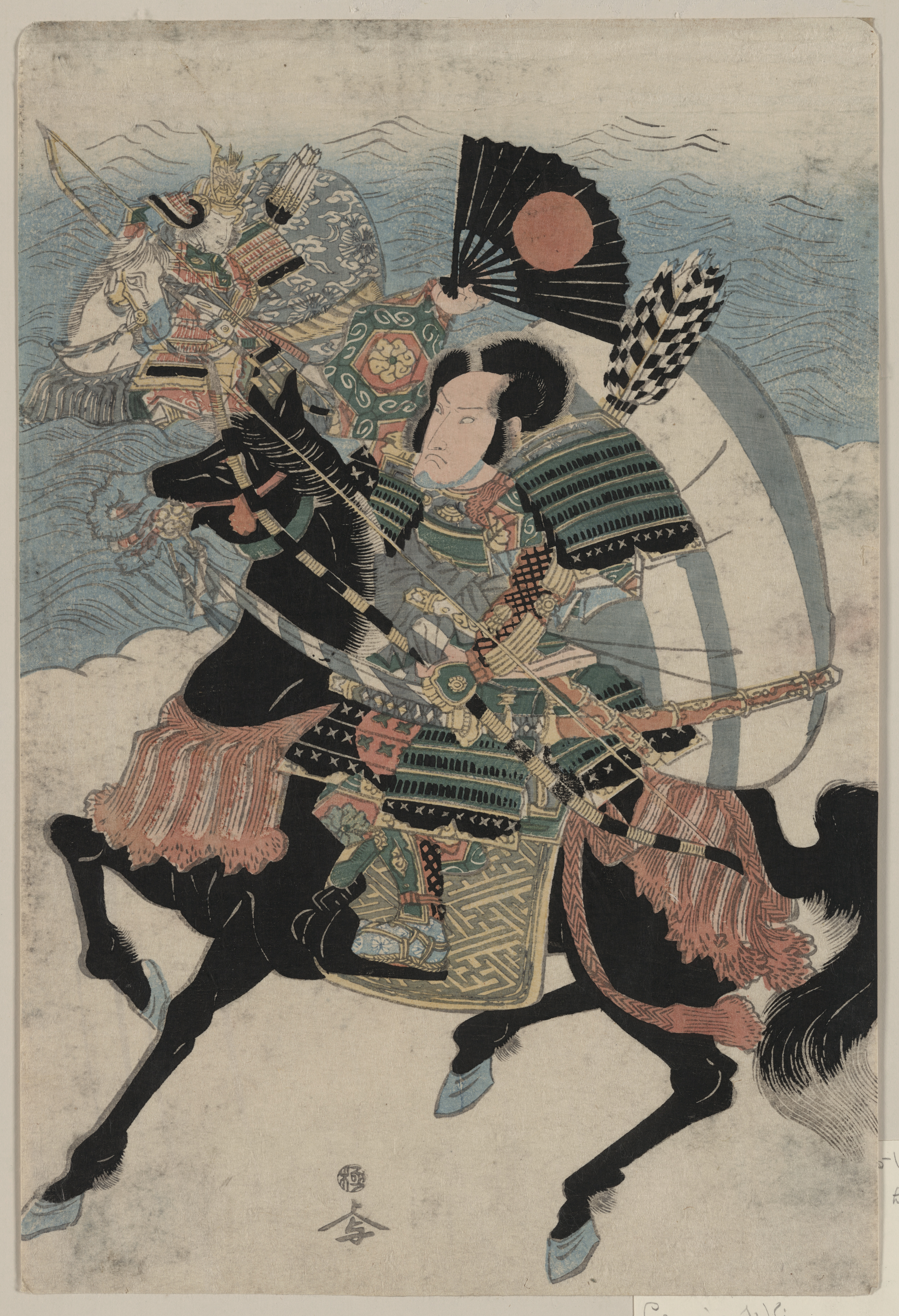
軍扇を持つ熊谷直実と平敦盛

### 前半生
武蔵国大里郡熊谷郷（現在の埼玉県熊谷市）の出身。幼名が弓矢丸という名のとおり、弓の名手。幼い時に父を失い、母方の伯父の久下直光に養われた。保元元年（1156年）7月の保元の乱で源義朝指揮下で戦い、平治元年（1159年）12月の平治の乱で源義平の指揮下で働く。その後、久下直光の代理人として京都に上った直実は一人前の武士として扱われないことに不満を持ち、自立を決意し直光の元を去って平知盛に仕える。

### 源平の戦い
源頼朝挙兵の直前、大庭景親に従って東国に下り、治承4年（1180年）の石橋山の戦いまでは平家側に属していたが、以後、頼朝に臣従して御家人の一人となり、常陸国の佐竹氏征伐で大功を立て、熊谷郷の支配権を安堵される。
寿永3年（1184年）2月の一ノ谷の戦いに参陣。この戦いでは正面から攻める源範頼の主力部隊ではなく、源義経の奇襲部隊に所属。鵯越を逆落としに下り、息子・直家と郎党一人の三人組で平家の陣に一番乗りで突入するも平家の武者に囲まれ、先陣を争った同僚の平山季重ともども討死しかけている。
| 波際を敗走する平敦盛 永青文庫蔵『一の谷合戦図屏風』より |  | 呼び止める熊谷直実 |
| 波際を敗走する平敦盛 永青文庫蔵『一の谷合戦図屏風』より |  | 呼び止める熊谷直実 |

『平家物語』によれば、この戦いで良き敵を探し求めていた直実は、波際を逃げようとしていた平家の公達らしき騎乗の若武者を「まさなうも敵にうしろを見せさせ給ふものかな（卑怯にも敵に後ろをお見せになるのか）」と呼び止めて一騎討ちを挑む。直実がむずと組んで若武者を馬から落とし、首を取ろうとすると、ちょうど我が子・直家ぐらいの年齢の少年だった。直実が「物その者で候はねども、武蔵国住人、熊谷次郎直実（大した者ではないが、武蔵の国の住人、熊谷次郎直実だ）」と名乗った後、敦盛は「名乗らずとも首を取つて人に問へ。見知らふずるぞ（私が名乗らなくても、首を取って誰かに尋ねてみよ。きっと知っている者がいるであろう）」と答えた。これを聞いて立派な武士だと感動した直実は一瞬この少年を逃がそうとしたが、背後に自分たちの味方の手勢が迫ってくる。たとえ自分が少年を逃がしたとしても、どのみち生き延びることはできないだろうと考えた直実は「同じくは直実が手にかけ参らせて、後の御孝養をこそ仕り候はめ（同じことなら直実の手におかけ申して、死後のご供養をいたしましょう）」と言って、泣く泣くその首を斬った。
その後、首実検をするとこの公達は清盛の甥・平敦盛と判明、齢十七だった。討ち死にの折に帯びていた笛「小枝」（さえだ）は、笛の名手として知られた敦盛の祖父・忠盛が鳥羽上皇から賜ったものだという。これ以後直実には深く思うところがあり、出家への思いはいっそう強くなったという（『平家物語』）。

### 伯父との相続争い
文治3年（1187年）8月4日、鶴岡八幡宮の放生会で流鏑馬の「的立役」を命ぜられた。弓の名手であった直実は、これを不服とし拒否したため、所領の一部を没収された（当時鎌倉の中を騎馬で通行できるのは武士身分だけの特権であり、下人・所従以下は徒歩だった）。大井教寛は『吾妻鏡』がこの時に所領を「召分（召し分けた）」と記しているところに注目し、また同書の承久元年2月2日条に熊谷郷が鶴岡八幡宮領になっていたとする記述や『熊谷家文書』の所領関係の文書を照らし合わせて、この時頼朝が没収したのは熊谷郷の東半分でそのまま鶴岡八幡宮に寄進されたことを明らかにし、更に直実没後の熊谷氏と鶴岡八幡宮の境界争いの結果、貞永元年（1232年）の鎌倉幕府の裁許によって、没収の対象外である筈の熊谷郷の西半分も鶴岡八幡宮領とされて八幡宮と地頭熊谷氏は地頭請の関係にあるとされてしまったとしている。
建久3年（1192年）11月25日、過去の経緯から不仲だった久下直光の久下郷と熊谷郷の境界争いが続いており、ついに頼朝の面前で、両者の口頭弁論が行われることになった。武勇には優れていても口べたな直実は、頼朝の質問に上手く答えることが出来ず、自然質問は彼に集中するようになった。直実は憤怒して「梶原景時めが直光をひいきにして、よい事ばかりお耳に入れているらしく、直実の敗訴は決まっているのも同然だ。この上は何を申し上げても無駄なこと」と怒鳴りだし、証拠書類を投げ捨てて座を立つと、刀を抜いて髻を切り、私宅にも帰らず逐電してしまい、頼朝があっけにとられたという（『吾妻鏡』）。
この争いの背景には、直実が抱えていた立場の弱さがあった。久下直光は孤児となった直実を庇護した上に本来久下氏の支配下にあったとみられる熊谷郷を領したが、それは久下氏の立場から見れば、直実を自己の郎党もしくは客将として捉え、それを前提として預けたものであったとみられる。その弱さは「直光代官」として上洛して大番役と務めていたこと、熊谷氏の系図の中に直実の娘が直光の妻となったとするものがあることなどから知ることができる。その後、直実は直光から自立して自らの力で自らの所領を支配する武士になることを目指し、平氏との戦いを通じて御家人としての地位と熊谷郷の支配権を認められた。だが、それは直光から見れば、久下氏の所領である熊谷郷を直実に奪われたと強く反発し、直実との衝突につながったと考えられている。
なお『熊谷家文書』所蔵の建久2年（1191年）3月1日付け直実譲状には「地頭僧蓮生」とあり、この書状が正しければ直光との訴訟の前年にはすでに出家していたことになるが、林譲がこの譲状と現存する他の直実自筆の筆跡や花押を比較した結果、この譲状は直実が作成した実物であると断定した。つまり、建久3年に直実が髻を切ることは不可能で『吾妻鏡』の記述に何らかの脚色・曲筆があったということになる。また、この譲状では嫡男の直家らの同意の署名と共に、庶子である「四郎家真」。に熊谷郷を譲ることが記されており、近年ではこの譲状を根拠の1つとして後世の熊谷氏の系図で伝えられた「直実－直家－直国」とする系譜は後世改竄されたもので、承久の乱を機に熊谷氏の嫡流が直家の系統から家真の系統（直国は家真の子と推定）に交替したとする新説も出されている。

### 出家
敦盛を討った直実は出家の方法を知らず模索していた。法然との面談を法然の弟子・聖覚に求めて、いきなり刀を研ぎ始めたため、驚いた聖覚が法然に取り次ぐと、直実は「後生」について、真剣にたずねたという。法然は「罪の軽重をいはず、ただ、念仏だにも申せば往生するなり、別の様なし」と応えたという。その言葉を聞いて、切腹するか、手足の一本も切り落とそうと思っていた直実は号泣したという。
かくして、建久4年（1193年）頃、法然の弟子となり法力房 蓮生（ほうりきぼう れんせい）と称した。かつては『吾妻鏡』にあるように、久下直光との訴訟が直接の引き金になったと考えられて出家の時期を建久3年という説もあった。しかし、前述の林論文によって建久2年の段階で既に出家していたと考えられるようになった。となると、家督を嫡子・直家に譲って出家したのはいつの頃かという問題が生じることになる。少なくとも、文治3年（1187年）の鶴岡八幡宮の流鏑馬の際には未だに出家していなかったのは確実であり、建久2年3月までの4年間の出来事に限定される。また、文治5年7月の奥州合戦には直実の代わりに嫡男の直家が参加していることから、名目上はともかく実質的な家督継承が行われていた可能性を推測させる。森内優子は久下直光との訴訟があったとしても『吾妻鏡』が伝えるような騒動はなかった、すなわち『吾妻鏡』の編者による創作と推測して建久2年正月に頼朝が政所下文をもって所領の安堵を始めたことを知った直実が将来のことを考えて直家に家督を譲って出家したと考え、高橋修は『吾妻鏡』の編者が訴訟の内容までを創作する必要性を疑問視して騒動の発生を建久2年3月以前の出来事とみる。いずれにしても、直実が直ちに法然の下に弟子入りしたわけではなく、走湯山にいた浄土教団を訪ねたことは『法然上人絵伝』からも確かめることができ、そこで法然のことを知るきっかけを得たと考えられている。

### その後の直実
蓮生はいくつかの寺院を開基していることで知られているが、出家後間もなくの、建久4年（1193年）に美作国久米南条稲岡庄（岡山県久米郡久米南町）の法然生誕地に誕生寺を建立した。
建久6年（1195年）8月10日、京から鎌倉へ下る。同年に東海道藤枝宿に熊谷山蓮生寺を建立した。
その後、蓮生は京都に戻り、建久8年（1197年）5月、法然寺を建立した。
建久9年（1198年）、粟生の西山浄土宗総本山光明寺を開基する。直実が法然を開山として、この地に念仏三昧堂を建てたのが始まりである。後に黒谷にあった法然の墓が嘉禄3年（1227年）に比叡山の衆徒に襲われたため（嘉禄の法難）、東山大谷から移され、ここで火葬して遺骨を納めた宗廟を建てた。遺骨は分骨された。
本領の熊谷郷に帰った蓮生は庵（後の熊谷寺）で、念仏三昧の生活を送った。元久元年（1204年）、上品上生し、早く仏と成り、この世に再び還り来て、有縁の者、無縁の者問わず救い弔いたいと、阿弥陀仏に誓い蓮生誓願状をしたためた。誓願状の自筆が嵯峨清涼寺に残されている。

### 死去
『法然上人行状図画』巻二十七によれば、建永元年（1206年）8月、翌年の2月8日に極楽浄土に生まれると予告する高札を武蔵村岡の市に立てた。その春の予告往生は果たせなかったが、再び高札を立て、建永2年9月4日（1207年9月27日）に実際に往生したと言われている。
一方『吾妻鏡』によれば、承元2年（1208年）9月3日条に直実の嫡男・直家が父が今月14日に往生を予告したと聞いて急遽上洛の旅に出たと記し、同年10月21日条に偶々上洛中であった東重胤によって直実が予告した日に往生したことが幕府に報告されたと言う。
古くは『吾妻鏡』の記述が信用される傾向があったが、『法然上人行状図画』が法然とその門人の動向に関して詳しく同時代の他の史料との整合性も高いこと、建永2年4月1日に九条兼実が直実の往生が予告通りに行かなかった件について法然に尋ねた書状が残っていること、遅くても元久3年（1206年）には東国に戻っていることが確認できる上にその間の法然との書簡が残っていることから、『法然上人行状図画』の記述の方が信憑性が高いと考えられている。
直実の遺骨は遺言により、粟生の西山浄土宗総本山光明寺の念仏三昧堂に安置された。直実の墓は現在法然廟の近くにある。また妻と息子・直家の墓は、熊谷寺の直実の墓に並んである。また高野山には直実と敦盛の墓が並んである。金戒光明寺には法然の廟の近くに、直実と敦盛の五輪の塔が向かい合わせにある。

## 人物・逸話
- 蓮生は、九条兼実邸へ行く法然に自ら押しかけて従い、邸宅の外で法然を待っていた。邸宅内から法然の法話の声がきこえた。それを聞いて大声で「あはれ穢土ほどに口おしき所あらじ。 極楽にはかゝる差別はあるまじきものを、談義 の御こゑもきこえばこそ」と言ったため、兼実が蓮生を邸宅内へ招くと、挨拶もせずに邸内へ入り、法話を聞いた[26]。
- 蓮生は京都から関東にもどるとき、西を背にすると、浄土の阿弥陀仏に背を向けると言って、鞍を前後さかさまにおいて、西に背を向けずに関東に下ったという。「浄土にもがうのものとや沙汰すらん、西にむかいてうしろみせねば」（直実の歌）[27]。
- 源智が所持していた、法然から授与された「南無阿弥陀仏」の金字の六字名号を、力づくで蓮生が奪ってしまったが、後にその六字名号を源智に返還することを蓮生に諭す法然の書簡である『源空、証空自筆消息（2通）』（重要文化財、清凉寺蔵）が残っている[28][要ページ番号][29]。
- 直実の娘とされる玉鶴姫が、出家した父親を捜して善光寺を目指したものの直前で病死して葬られた墓と伝わる「姫塚（善光寺七塚の一つ）」が長野市にある。直実は娘の菩提を弔うため近くに佛道寺を建てたと伝えられている。

## 墓所・蓮生像
- 熊谷寺 (熊谷市) - 蓮生が生誕し歿した地。墓所、座像。平成18年（2006年）10月、蓮生法師800年忌が催された。
- 光明寺 (長岡京市) - 蓮生が念仏三昧堂を作った地。墓所。平成19年（2007年）10月、蓮生法師800年忌が催された。
- 宝樹寺 (京都市右京区) - 建久9年（1198年）に蓮生が建立した寺、現在は尼寺。座像
- 金戒光明寺（京都市）- 蓮生が出家した地。五輪の塔、塔頭紫雲山蓮池院 - 立像。平成19年（2007年）4月、蓮生法師800年忌が催された。
- 高野山（和歌山県高野町）- 奥の院。墓所。高野山内に熊谷寺 (和歌山県高野町)もある。
- 法然寺 (京都市) - 父・直貞の住居跡に蓮生が建立した寺院。後に嵯峨に移転した。座像。平成18年（2006年）4月、蓮生法師800年忌が催された。
- 誕生寺 (岡山県久米南町) - 法然の出生の地に蓮生が最初に寺院を建立した。座像。
- 蓮生堂（埼玉県美里町） - 墓所。
- 横蔵寺 (岐阜県揖斐川町) - 境内の一角に建つ宝篋印塔が墓と伝わる[30]。

## 直実像
- 須磨寺 - 平敦盛の騎馬武者像と、それを呼び止める扇をかざした直実の騎馬武者像（熊谷蓮生坊作の平敦盛像がある）

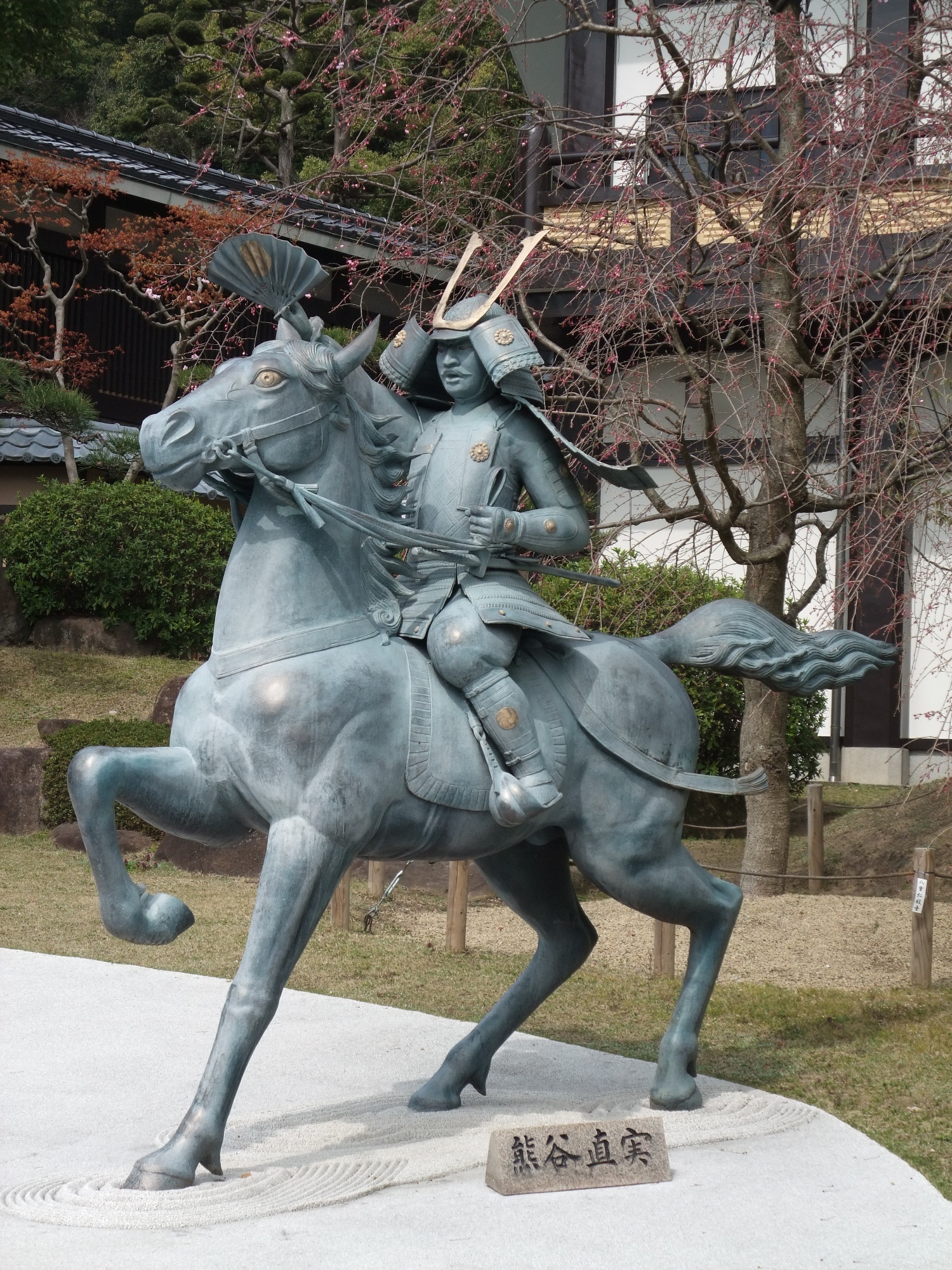
熊谷直実像 （須磨寺・源平の庭）

## 関連作品
歌舞伎
- 『一谷嫩軍記』 （特に「熊谷陣屋」が有名。）
- 『黒谷』 （『熊谷陣屋』の後日譚／三升屋白治 作）
- 法然上人800年大遠忌記念狂言『墨染念仏聖 法然上人譚（すみぞめのねんぶつひじり ほうねんしょうにんものがたり）』（浄土門主・総本山知恩院門跡 伊藤唯眞 監修／今井豊茂 作）

歌謡曲
- 長編歌謡浪曲 須磨の浦悲曲 （三波春夫）

テレビドラマ
- 『新・平家物語』（1972年、NHK大河ドラマ、演：岡田英次）
- 『草燃える』（1979年、NHK大河ドラマ、演：長沢大）

テレビアニメ
- 『平家物語 (アニメ)』（2022年、声：田中美央）